# (37624) 1993 RT8
1993 RT8 (asteroide 37624) é um asteroide da cintura principal. Possui uma excentricidade de 0.20202510 e uma inclinação de 1.90459º.
Este asteroide foi descoberto no dia 14 de setembro de 1993 por Henri Debehogne e Eric Walter Elst em La Silla.